# Gabriel Macé (homme politique)
Pour les articles homonymes, voir Gabriel Macé et Macé.
Gabriel Macé est un homme politique français né le 1er juin 1906 à Saint-Denis de La Réunion et mort le 12 février 1968.

## Biographie
Notaire de profession, il est élu maire de sa commune natale en 1959 puis député de La Réunion en 1962, une élection invalidée l'année suivante pour cause de fraude électorale. Il est réélu à l'Assemblée en 1967 mais meurt rapidement en cours de mandat. Auparavant, il a également exercé le rôle de vice-président du conseil général de La Réunion.